# Getto József
Getto Jozsef (Lapáncsa, 1932. augusztus 16. –) magyar építész, egyetemi tanár, politikus, országgyűlési képviselő.

## Életpályája
Elemi iskoláit Villányban végezte el. 1951-ben érettségizett a Pollack Mihály Építőipari Technikumban. 1951–1956 között a Budapesti Műszaki Egyetem Építészmérnöki Karának hallgatója volt. 1956–1957 között a komlói Állami Építőipari Vállalatnál dolgozott. 1957–1958 között Pécsen a Baranya Megyei Állami Építőipari Vállalatnál tevékenykedett. 1958–1970 között a Baranya Megyei Tanács Tervező Vállalatánál (Baranyaterv) építész volt. 1970–1990 között a Dél-dunántúli Tervező Vállalat (Pécsiterv) építésze és szakági főmérnöke volt. 1988-tól a Pollack Mihály Műszaki Főiskola tervezés tanára; címzetes főiskolai tanár. 1990 óta az SZDSZ tagja. 1990–1994 között országgyűlési képviselő; a Környezetvédelmi Bizottság tagja, valamint a Településfejlesztési, települési és építészeti Bizottság elnöke volt.

## Családja
Szülei: Getto Ferenc és Roth Vilma voltak. 1957-ben házasságot kötött Fehér Katalinnal. Két gyermekük született: Getto Tamás (1958-) építész és Katalin (1963-) esztéta, muzeológus, fordító.

## Épületei Pécsen
- Meteorológiai obszervatórium a Misina-tetőn (1959)
- Módszertani óvoda és bölcsőde (1972)
- Szliven étterem (1976)
- Illyés Gyula általános iskola (1978)
- postavölgyi római katolikus templom (1979)
- Művészeti Gimnázium és Szakközépiskola (1978)
- Alkotmány úti lakóházak (1980)
- Hotel Kövestető (1982)
- Xavér-téri díszkút (1987)
- DÉDÁSZ Központ (1989)

## Díjai
- Ybl Miklós-díj (1980)